# Elric de Melniboné (comics)
Elric de Melniboné a fait l'objet de plusieurs adaptations en bande dessinée, la première par les Français Philippe Druillet et Michel Demuth en 1971, puis la majorité d'entre elles aux États-Unis. Michael Moorcock l'auteur du cycle d'Elric est scénariste de la plupart des adaptations en comics.

## Historique des parutions françaises
En 1971, le Français Philippe Druillet a illustré une adaptation en bande dessinée réalisée par Michel Demuth d'histoire d'Elric sous le nom La Saga d'Elric le nécromancien.
En France il y a très peu d'adaptations traduites. On en trouve cependant chez Arédit, Semic ou Soleil.
- En 1977, la première adaptation en comics de Elric arrive en France. Une histoire en deux parties "A Sword Called Stormbringer!" et "The Green Empress of Melniboné" écrite par Roy Thomas, Michael Moorcock, James Cawthorn, Barry Windsor-Smith et Sal Buscema pour la revue Conan the Barbarian parut en mars 1972.
- En 1984, Arédit s'intéresse à Elric et publie un numéro intitulé La cité qui rêve (The Dreaming City) écrit en 1982 par Roy Thomas et Craig Russell pour la série Marvel Graphic Novel.
- En 2005 parait en France un numéro de Elric aux éditions Soleil qui regroupe deux histoires sur les quatre que comporte la série originale Elric: The Making Of A Sorcerer. Le scénario est de Michael Moorcock, dessins de Walter Simonson et couleurs de Steve Oliff. La série est appelée La naissance d'un sorcier, il est question de la jeunesse d'Elric et comment il devint sorcier.

## Autres parutions, non traduites
- D'avril 1983 jusqu'en avril 1984 une série de 6 numéros parait sous le nom de Elric Of Melnibone chez Pacific. Elle est écrite par Roy Thomas, Michael T Gilbert et P. Craig Russell.
- En 1997, P. Craig Russell écrit et dessine la série Elric: Stormbringer publiée chez Dark Horse Comics.
- De 1997 à 1998 Michael Moorcock écrit les scénarios pour la série Michael Moorcock's Multiverse pour l'éditeur DC Comics (coll. Helix). Elle contient 3 mini-séries :
  - Moonbeams And Rosesdessiné, en 12 épisodes par Walter Simonson ;
  - The Metatemporal Detective, en 11 épisodes dessinés par Mark Reeve ;
  - Duke Elric, en 12 épisodes dessinés par John Ridgway.

## Listes des parutions

### Publications françaises
| Titre en VO                             | Titre en VF                     | Revue en VO                     | Numéro en VO | Revue en VF                  | Numéro en VF | Date de parution en VO | Date de parution en VF |
| --------------------------------------- | ------------------------------- | ------------------------------- | ------------ | ---------------------------- | ------------ | ---------------------- | ---------------------- |
| A Sword Called Stormbringer!            | La fille du sorcier (1/2)       | Conan the Barbarian             | 14           | L'Inattendu                  | 9            | mars 1972              | 2e trimestre 1977      |
| The Green Empress of Melniboné          | La fille du sorcier (2/2)       | Conan the Barbarian             | 15           | L'Inattendu                  | 9            | mai 1972               | 2e trimestre 1977      |
| A Sword Called Stormbringer!            |                                 | Conan the Barbarian             | 14           | Conan Color                  | 3            | mars 1972              | septembre 1982         |
| The Dreaming City                       | La cité qui rêve                | Marvel Graphic Novel            | 2            | Elric (Arédit)               | 1            | 1982                   | mars 1984              |
| The Green Empress of Melniboné          | Réveil démoniaque               | Conan the Barbarian             | 15           | Conan Color                  | 4            | mai 1972               | avril 1984             |
| A Sword Called Stormbringer!            |                                 | Conan the Barbarian             | 14           | Conan (Semic)                | 33           | mars 1972              | novembre 1992          |
| The Green Empress of Melniboné          |                                 | Conan the Barbarian             | 15           | Conan (Semic)                | 34           | mai 1972               | décembre 1992          |
| The First Dream: Bargains In Blades     | La naissance d'un sorcier (1/2) | Elric: The Making Of A Sorcerer | 1            | Elric (Soleil)               | 1            | septembre 2004         | juin 2005              |
| The Second Dream: The Sea King's Sister | La naissance d'un sorcier (2/2) | Elric: The Making Of A Sorcerer | 2            | Elric (Soleil)               | 1            | décembre 2004          | juin 2005              |
| A Sword Called Stormbringer!            |                                 | Conan the Barbarian             | 14           | Conan : l'intégrale (Soleil) | 3            | mars 1972              | juin 2005              |
| The Green Empress of Melniboné          |                                 | Conan the Barbarian             | 15           | Conan : l'intégrale (Soleil) | 3            | mai 1972               | juin 2005              |

### Publications originales (non traduites)
| Série                            | Titre                                  | Revue                            | Éditeur           | Numéro | Date de parution |
| -------------------------------- | -------------------------------------- | -------------------------------- | ----------------- | ------ | ---------------- |
| Elric Of Melnibone               | Out Of The Dreaming City               | Elric Of Melnibone               | Pacific           | 1      | avril 1983       |
| Elric Of Melnibone               | Welcome To The Domain Of Dr. Jest      | Elric Of Melnibone               | Pacific           | 2      | aout 1983        |
| Elric Of Melnibone               |                                        | Elric Of Melnibone               | Pacific           | 3      | octobre 1983     |
| Elric Of Melnibone               | The Ship Which Sails Over Land And Sea | Elric Of Melnibone               | Pacific           | 4      | octobre 1983     |
| Elric Of Melnibone               | Through The Shade Gate                 | Elric Of Melnibone               | Pacific           | 5      | février 1984     |
| Elric Of Melnibone               | At Last- Stormbringer                  | Elric Of Melnibone               | Pacific           | 6      | avril 1984       |
| Elric: Stormbringer              |                                        | Elric: Stormbringer              | Dark Horse Comics | 1      | 1997             |
| Elric: Stormbringer              |                                        | Elric: Stormbringer              | Dark Horse Comics | 2      | 1997             |
| Elric: Stormbringer              |                                        | Elric: Stormbringer              | Dark Horse Comics | 3      | 1997             |
| Elric: Stormbringer              |                                        | Elric: Stormbringer              | Dark Horse Comics | 4      | 1997             |
| Elric: Stormbringer              |                                        | Elric: Stormbringer              | Dark Horse Comics | 5      | 1997             |
| Elric: Stormbringer              |                                        | Elric: Stormbringer              | Dark Horse Comics | 6      | 1997             |
| Elric: Stormbringer              |                                        | Elric: Stormbringer              | Dark Horse Comics | 7      | 1997             |
| Moonbeams And Roses              | The Mathematics Of Smoke               | Michael Moorcock's Multiverse    | DC Comics (Helix) | 1      | novembre 1997    |
| The Metatemporal Detective       | Crimson Eyes                           | Michael Moorcock's Multiverse    | DC Comics (Helix) | 1      | novembre 1997    |
| Duke Elric                       | Exile From Albion                      | Michael Moorcock's Multiverse    | DC Comics (Helix) | 1      | novembre 1997    |
| Moonbeams And Roses              | The Existential Price Of Fish          | Michael Moorcock's Multiverse    | DC Comics (Helix) | 2      | décembre 1997    |
| The Metatemporal Detective       | Count Zodiac                           | Michael Moorcock's Multiverse    | DC Comics (Helix) | 2      | décembre 1997    |
| Duke Elric                       | A Bargain In Carpets                   | Michael Moorcock's Multiverse    | DC Comics (Helix) | 2      | décembre 1997    |
| Moonbeams And Roses              | Being And Nothingness                  | Michael Moorcock's Multiverse    | DC Comics (Helix) | 3      | janvier 1998     |
| The Metatemporal Detective       | Hitler's Angel                         | Michael Moorcock's Multiverse    | DC Comics (Helix) | 3      | janvier 1998     |
| Duke Elric                       | Stages On Life's Way                   | Michael Moorcock's Multiverse    | DC Comics (Helix) | 3      | janvier 1998     |
| Moonbeams And Roses              | Loser Wins                             | Michael Moorcock's Multiverse    | DC Comics (Helix) | 4      | février 1998     |
| The Metatemporal Detective       | Fear And Trembling                     | Michael Moorcock's Multiverse    | DC Comics (Helix) | 4      | février 1998     |
| Duke Elric                       | Soul In The Iron                       | Michael Moorcock's Multiverse    | DC Comics (Helix) | 4      | février 1998     |
| Moonbeams And Roses              | The Longitude Of Meaning               | Michael Moorcock's Multiverse    | DC Comics (Helix) | 5      | mars 1998        |
| The Metatemporal Detective       | The Politics Of Oblivion               | Michael Moorcock's Multiverse    | DC Comics (Helix) | 5      | mars 1998        |
| Duke Elric                       | Mask Of The Lioness                    | Michael Moorcock's Multiverse    | DC Comics (Helix) | 5      | mars 1998        |
| Moonbeams And Roses              | Death And Transfiguration              | Michael Moorcock's Multiverse    | DC Comics (Helix) | 6      | avril 1998       |
| The Metatemporal Detective       | The Social Construction Of Time        | Michael Moorcock's Multiverse    | DC Comics (Helix) | 6      | avril 1998       |
| Duke Elric                       | Knight Of The Faith                    | Michael Moorcock's Multiverse    | DC Comics (Helix) | 6      | avril 1998       |
| Moonbeams And Roses              | The Ethics Of Ambiguity                | Michael Moorcock's Multiverse    | DC Comics (Helix) | 7      | mai 1998         |
| The Metatemporal Detective       | Waiting For Sisyphus                   | Michael Moorcock's Multiverse    | DC Comics (Helix) | 7      | mai 1998         |
| Duke Elric                       | The Art Of Ignorance                   | Michael Moorcock's Multiverse    | DC Comics (Helix) | 7      | mai 1998         |
| Moonbeams And Roses              | Sein Und Zeit                          | Michael Moorcock's Multiverse    | DC Comics (Helix) | 8      | juin 1998        |
| The Metatemporal Detective       | An Outing For Ossian                   | Michael Moorcock's Multiverse    | DC Comics (Helix) | 8      | juin 1998        |
| Duke Elric                       | Sleep And Dreaming                     | Michael Moorcock's Multiverse    | DC Comics (Helix) | 8      | juin 1998        |
| Moonbeams And Roses              | The Authenticity Of Ruins              | Michael Moorcock's Multiverse    | DC Comics (Helix) | 9      | juillet 1998     |
| The Metatemporal Detective       | The Vulgar Conscience                  | Michael Moorcock's Multiverse    | DC Comics (Helix) | 9      | juillet 1998     |
| Duke Elric                       | Improbable Meetings                    | Michael Moorcock's Multiverse    | DC Comics (Helix) | 9      | juillet 1998     |
| Moonbeams And Roses              | The Conspirators Of Babel              | Michael Moorcock's Multiverse    | DC Comics (Helix) | 10     | aout 1998        |
| The Metatemporal Detective       | The Latitude Of Self                   | Michael Moorcock's Multiverse    | DC Comics (Helix) | 10     | aout 1998        |
| Duke Elric                       | Inevitable Conjunctions                | Michael Moorcock's Multiverse    | DC Comics (Helix) | 10     | aout 1998        |
| Moonbeams And Roses              | Heroes For Their Times                 | Michael Moorcock's Multiverse    | DC Comics (Helix) | 11     | septembre 1998   |
| The Metatemporal Detective       | The Existential Gag                    | Michael Moorcock's Multiverse    | DC Comics (Helix) | 11     | septembre 1998   |
| Duke Elric                       | Foucault's Pit                         | Michael Moorcock's Multiverse    | DC Comics (Helix) | 11     | septembre 1998   |
| Moonbeams And Roses              | The Harmonies Of Chaos                 | Michael Moorcock's Multiverse    | DC Comics (Helix) | 12     | octobre 1998     |
| Duke Elric                       | Close Relations                        | Michael Moorcock's Multiverse    | DC Comics (Helix) | 12     | octobre 1998     |
| Elric : The Making Of A Sorcerer | The Third Dream                        | Elric : The Making Of A Sorcerer | DC Comics         | 3      | juillet 2006     |

## Anecdotes
Le groupe de heavy metal américain Cirith Ungol a utilisé des illustrations extraites de ce comics pour les pochettes de chacun de ses quatre albums.